# 청룡초등학교 장고분교
청룡초등학교 장고분교는 대한민국 충청남도 보령시에 있는 공립 초등학교이다.

## 학교 연혁
- 1951년 9월 1일: 개교

## 참고 자료
- 청룡초등학교장고분교장 - 한국교육학술정보원 학교알리미